# Euphorbia crassipes
Euphorbia crassipes ist eine Pflanzenart aus der Gattung Wolfsmilch (Euphorbia) in der Familie der Wolfsmilchgewächse (Euphorbiaceae).

## Beschreibung
Die sukkulente Euphorbia crassipes wächst als sehr kleiner Strauch. Aus der verdickten Wurzel wächst der verkehrt konisch geformte Spross. Dieser wird bis 15 Zentimeter lang und breit und steckt zum größten teil unter der Erdoberfläche. Es werden sehr viele Zweige ausgebildet, die in einem Durchmesser von 20 Zentimeter um den zentralen und mit Warzen besetzten Vegetationspunkt angeordnet sind. Sie werden bis 6 Zentimeter lang und 1,5 Zentimeter dick. Durch mehr oder weniger hervorstehende Warzen sind die Zweige in Abschnitte gegliedert.
Es werden einzelne Cyathien an den Spitzen der Zweige ausgebildet. Die ausdauernden Blütenstandstiele werden 3 bis 10 Millimeter lang und sind mit kleinen Brakteen versehen. Die Cyathien erreichen einen Durchmesser von 4,5 Millimeter. Die einzeln stehenden Nektardrüsen besitzen am Rand drei bis fünf kurze Anhängsel. Der Fruchtknoten ist sitzend und über die Frucht und den Samen ist nichts bekannt.

## Verbreitung und Systematik
Euphorbia crassipes ist in der südafrikanischen Provinz Westkap verbreitet. Die Pflanzen sind nur vom Typstandort bekannt.
Die Erstbeschreibung der Art erfolgte 1909 durch Rudolf Marloth.